# بالاغات
بالاغات هي مدينة وبلدية في منطقة بالاغات في ولاية مدهيا برديش، الهند. وهي المقر الإداري لـمنطقة بالاغات. كما يتدفق نهر واينجانجا بالقرب من المدينة.

## الموقع الجغرافي
تقع بالاغات عند إحداثيات 21°48′N 80°11′E / 21.800°N 80.183°E. وتمتاز بمتوسط ارتفاع يبلغ 288 مترًا (944 قدمًا) عن مستوى سطح البحر.

## التركيبة السكانية
حسب تعداد الهند الصادر عام 2011، يبلغ عدد سكان بالاغات 84,216 نسمة. يشكل الذكور 51% من السكان والإناث 49%. 11% من السكان تحت سن 6 سنوات.